# Тестяная, Серафима Николаевна
Серафима Николаевна Тестяная (до 2012 — Складанюк; р. 26 января 1990, Чирчик Узбекской ССР) — российская волейболистка. Нападающая-доигровщица. 

## Биография
Серафима Складанюк родилась в городе Чирчике Ташкентской области Узбекской ССР. В 2002 вместе с семьёй переехала в Белгород, где начала заниматься волейболом. Первый тренер — А. М. Попов. В 2005 получила приглашение из Липецка от ВК «Стинол», за фарм-команду которого выступала в высшей лиге «Б» чемпионата России до 2009 года. В 2009—2010 играла за нижегородскую «Спарту». С 2010 выступает за липецкий «Индезит» (с 2016 — «Липецк-Индезит»), в том числе в суперлиге российского чемпионата (в 2013 году). С 2014 — капитан команды. 
Трижды липецкими журналистами признавалась лучшим игроком сезона в составе «Индезита» — в 2011, 2015 и 2016 годах.    

### Клубная карьера
- 2005—2009 —  «Стинол»-2/«Индезит»-2 (Липецк);
- 2009—2010 —  «Спарта» (Нижний Новгород);
- 2010—2018 —  «Индезит»/«Липецк-Индезит» (Липецк).

## Достижения
- серебряный (2013) и бронзовый (2012) призёр чемпионатов России среди команд высшей лиги «А».

## Семья
Муж — Николай Тестяный, баскетболист липецкой команды. Дочери — Варвара (2012 г.р.), Дарья (2019 г.р.), сын — Степан (2018 г.р.).